# Alain Lieury
 (octobre 2013).
Si vous disposez d'ouvrages ou d'articles de référence ou si vous connaissez des sites web de qualité traitant du thème abordé ici, merci de compléter l'article en donnant les références utiles à sa vérifiabilité et en les liant à la section « Notes et références ».
Alain Lieury, né le 18 juin 1946 à Bolbec (Seine-Inférieure) et mort le 1er mai 2015 à Bagnères-de-Bigorre (Hautes-Pyrénées), est un professeur émérite français de psychologie cognitive à l'Université de Rennes II. Spécialiste français de la mémoire, Alain Lieury a été directeur du Laboratoire de Psychologie Expérimentale (1982-2007), directeur de l'UFR « Sciences Humaines », vice-président de l’Université Rennes II et expert au Ministère de l’Education nationale.
Auteur d'une centaine d'articles scientifiques et de vulgarisation, d'une vingtaine de livres sur la mémoire, et publié dans  une douzaine de langues, le professeur Alain Lieury a également rédigé des manuels traitant de la psychologie cognitive. S’attachant à montrer que la mémoire n’est pas réduite à l’apprentissage par cœur, il a publié de multiples ouvrages et articles de vulgarisation scientifique à destination du grand public (parents d’élèves notamment). Alain Lieury a participé à de nombreuses émissions de radio et télévision en tant qu’expert de la mémoire (juin 2010, JT 20H de France 2, reportage sur le bachotage).
Sa dernière publication est Le Livre de la mémoire paru en avril 2013 aux éditions Dunod.
En 2006, Alain Lieury a été élevé au rang de commandeur des Palmes Académiques.

## Études
Passionné par la mémoire, le professeur Alain Lieury s’est consacré, en 40 ans de carrière, à lui redonner toute la place qu'elle mérite. Alain Lieury est né en 1946 à Bolbec en Normandie, dans le contexte d’après guerre. Issu d’une famille ouvrière, le jeune Alain a connu une enfance heureuse et une scolarité facile. Féru de biologie et de géologie, il fait ses études au lycée Corneille où il obtient un prix au Concours général en Biologie (une première dans cette catégorie scientifique au sein de l’établissement).
À l’université, Alain Lieury choisit la filière la plus proche de la biologie, Sciences Physiques, Chimiques et Naturelles. Sa rencontre avec César Florès, un professeur nouvellement arrivé, bouleverse ses choix et le font bifurquer vers la psychologie expérimentale. Son année de licence est marquée par les fameux événements de Mai 1968 et la rencontre avec Maurice Reuchlin, initiateur de la psychologie différentielle en France. L’année suivante, il part à Paris pour sa Maîtrise, choisissant le Certificat de Psychologie Expérimentale dans le laboratoire de Paul Fraisse (anciennement laboratoire d’Alfred Binet) et le Certificat de Psychologie différentielle, nouvellement créé par Reuchlin. Paul Fraisse lui propose alors un poste d’assistant (premier grade d’enseignant-chercheur à l’université). Maurice Reuchlin lui propose également le premier poste d’assistant en psychologie différentielle et bien qu’il estime son ancien professeur, il lui préfère la psychologie expérimentale et notamment la recherche sur la mémoire, qu’il n’a jamais quittée depuis.

## Carrière
Sa carrière débute en octobre 1969 dans le laboratoire de Paul Fraisse, le plus gros de France. Plusieurs équipes s'y côtoient : celle de psychologie animale, trois équipes sur la perception (spécialité de Fraisse), une équipe de psycholinguistique, une de statistiques et une sur la mémoire dirigée par Geneviève Oléron. Il reste alors dix ans chez Fraisse où il réalise ses deux thèses. Il obtient la première thèse en 1973, sur les indices de récupération en mémoire, sujet d’avant-garde à l’époque, encore ignoré en France. Ses travaux lui permettent d’avoir son premier poste de titulaire (maître-assistant). Dans la foulée, il démarre la thèse d’Etat (sous la direction de Stéphane Ehrlich, professeur à Poitiers) pour devenir lui-même professeur ; cette dernière, consacrant la mémoire, son domaine de prédilection, traite des Processus de Récupération et aborde des thèmes aussi variés que les procédés mnémotechniques et les souvenirs (1980).
1981 : une année marquée en France par l’élection de François Mitterrand. C’est dans ce contexte socialiste que les universités connaissent un développement sans précédent.
Nommé professeur de psychologie expérimentale à Strasbourg 1 (1981), c’est finalement à l’université Rennes 2 qu’Alain Lieury pose ses valises, attiré à la fois par le caractère historique du laboratoire (fondé en 1896 par Benjamin Bourdon)  et par le pôle de développement des télécommunications en Bretagne. Il y exercera plusieurs responsabilités, directeur d’UER (1985-1989), vice-président à la Culture (1985-89). Promu en 2001 dans la classe exceptionnelle des professeurs, Alain Lieury est actuellement professeur émérite. Ces dix dernières années, Alain Lieury était chargé de mission pour la construction du bâtiment Sciences Humaines de l’université Rennes 2.

## Recherches
La proximité du laboratoire de Rennes avec France Télécom va permettre au chercheur de développer, dès les années 1980, des projets inédits. Avec cette entreprise (à l’époque Centre d’Etudes de Télécommunication et Télévision), il va étudier l’efficacité de différents types de traitement de l’information en mémoire, visuel, auditif, l’image. Il montre notamment que le codage verbal du double codage (découvert par Fraisse et Paivio) détient lui-même deux composantes, lexicale et sémantique. À partir de 1986, Alain Lieury vulgarise alors ces nouvelles connaissances, comme la découverte des mémoires lexicale et sémantique pour démontrer la fausseté de la conception populaire d’une mémoire visuelle photographique et montre le caractère archaïque de la méthode pédagogique de la gestion mentale, considérant que les élèves ont une mémoire visuelle ou auditive. Ayant fait de nombreuses recherches sur le concept de mémoire épisodique inventé par Endel Tulving, ses propres études le conduisent à faire l’hypothèse de l’emboîtement des épisodes dans la mémoire épisodique (1979) et d’en déduire plus tard une méthode d’apprentissage pour le sémantique, l’apprentissage multi-épisodique (1994, 1997).
Ses intérêts pour la biologie ne l’ayant pas quitté, Alain Lieury forme, dans les années 1990, un duo avec un neurologue et pharmacologue de renom, Hervé Allain, qui lui aussi pressent l’importance de la mémoire. C’est dans le sillage de cette collaboration, qu’il va être expert pour différentes sociétés pharmacologiques (Biotral, Ipsen, Sanofi-Winthrop, Marion Merrell Dow). La médiatisation dans les années 1990 de la maladie d'Alzheimer sera le début des invitations sur les plateaux de grandes émissions nationales comme celles de François de Closets (Les grandes énigmes de la science), Jean-Marie Cavada (La marche du Siècle) et plus tard Envoyé Spécial ou C dans l’air…
C’est à la fin des années 1980 que le chercheur développe ses recherches dans le champ des apprentissages scolaires. Parmi de nombreuses recherches — l’effet des paroles sur l’apprentissage, la répétition, le rôle des images et de l’action, la surcharge dans les apprentissages (Mémoire et Réussite Scolaire, 1997) —  il entreprend l’inventaire des manuels scolaires pour essayer d’estimer la capacité de la mémoire à long terme, « disque dur » de la mémoire. Cette capacité de mémoire s’avère spectaculaire au collège, de 2500 mots en plus du vocabulaire courant en 6e jusqu’à 17000 en fin de 3e. Mais l’étude montre aussi une surcharge importante des manuels, ce que relaie la presse (exemple : L’Express, 1998). Il propose le terme de « mémoire encyclopédique » pour désigner ces connaissances particulières qui correspondent aux matières cristallisées par l’histoire de l’enseignement, que sont l’histoire, la géographie, etc. Les calculs statistiques montrent également que la mémoire « encyclopédique » est un meilleur prédicteur que les tests de raisonnement et qu’il est nécessaire de revaloriser la mémoire, souvent réduite au sens de « par cœur ». Ces différents projets et recherches en milieu scolaire ont conduit Alain Lieury à être nommé plusieurs fois expert au Ministère de l’Education nationale.

## Lieury vs Kawashima
Alain Lieury a, aux côtés de son ancienne étudiante Sonia Lorant-Royer, aujourd’hui maître de conférences à l’université de Strasbourg, orienté ses dernières recherches sur les effets de programmes d’entraînement cérébral, notamment Kawashima (lire l'article du Times daté du 26 janvier 2009 Nintendo brain-trainer 'no better than pencil and paper'). Il montre que les effets de cet entraînement via les nouvelles technologies est pratiquement nul, et négatif en géographie (-17%), le groupe contrôle papier-crayon faisant mieux la plupart du temps. Les résultats de cette expérience lui vaudront nombre d’interviews et de diffusions sur le Web au niveau international.
Au cours de sa carrière, Alain Lieury aura dirigé plus d’une vingtaine de thèses dont certains de leurs auteurs sont aujourd’hui professeurs des universités (Jacques Juhel, Mohammed Bernoussi, Eric Jamet et Fabien Fenouillet).

## Publications

### Articles revues scientifiques à comité de lecture
- Lieury A.: La mémoire épisodique est-elle emboîtée dans la mémoire sémantique ? L'Année psychologique, 1979, 79, 123-142.
- Lieury A. et Caplain P., Jacquet A., & Jolivet C. La contraction du temps dans la datation des souvenirs anciens. L'Année psychologique, 1979, 79, 7-22.
- Lieury A. et Calvez F. Le double codage des dessins en fonction du temps de présentation et de l'ambiguïté. L'Année psychologique, 1986, 86, 45-61.
- Lieury A. et Le Nouveau N. Spécialisation hémisphérique et double traitement des dessins en mémoire. L'Année psychologique, 1987, 87, 169-183.
- Lieury A.: Processing of order with pictures, in Cognitive and neuropsychological approaches to mental imagery, Denis, Engelkamp & Richardson( Eds), NATO ASI Series, Series D: Behavioral and social Social Sciences, 1988, N°42, 223-227.
- Allain H., Moran P., Bentue-Ferrer D., Martinet, J.P. & Lieury : A. Pharmacology of the memory process, Archives of Geriatrics and Gerontology, 1989, Supp.1, 109-120.
- Lieury A., Trebon, P., Boujon C., Bernoussi M., et Allain H. - Le Vieillissement des composants de la mémoire : analyse factorielle de 17 scores de mémoire. L'Année psychologique, 1991, 91, 169-186.
- Lieury A., Van Acker P., Clevede M., et Durand P. : Les facteurs de la réussite scolaire : Raisonnement ou mémoire sémantique ; 2e année d'une étude longitudinale en cycle secondaire (5e). Psychologie et Psychométrie, 1992, 13, 33-46.
- Lieury A. , Lecorvic M., Mahé F., Le Guern S., Sauvage F., Leroy R., Van Acker Ph.,Raoul P., Gandon J.M., Danjou Ph., Allain H. - La Plainte mnésique : Réalité ou Personnalité ? Psychologie et Psychométrie, 1994, 15, 2, 14-26.
- Lieury A., Forest, D.. : La Mémoire et le Concept : les épisodes de la connaissance  Le Langage et L'homme, 1994, 29, 2, 125-145.
- Lieury A., Van Acker P., et Durand P. : Mémoire encyclopédique et réussite en 4e de collège. Psychologie et Psychométrie, 1995, 16,n°1, 25-48.
- Lieury A., Van Acker P., et Durand P. : Mémoire encyclopédique et réussite en 3e et au brevet des collèges. Psychologie et Psychométrie, 1995, 16,n°3, 35-59..
- Lieury A. , Germain R., Ménard G. Gandon J.M., Allain H. - Etude de corrélations entre autoestimation de la mémoire, test psychométrique (SM9) et test de vie quotidienne ? Thérapie, 1996, 51 ; 131-138.
- Allain H, Lieury A.,. Gandon J.M., d’Arbigny P. - The dual-coding in elderly subjects : psychometric assessment of properies of Ginkgo biloba extract (Egb 761). In Advances in ginkgo biloba Research, vol 4, (Christen & Courtois ed.) Elsevier, 1995. 131-139.
- Lieury A., Badoul D., Belzic A.L. - les sept portes de la mémoire : traitement verbal et imagé de connaissances nouvelles (cours oral, lecture, télévision). Revue de Psychologie de l’Education, 1996, 1, 9-24.
- Fenouillet F., Lieury A. - Faut-il secouer ou dorloter les élèves ? Apprentissage en fonction de la motivation induite par l’ego et du niveau de mémoire encyclopédique en géographie. Revue de Psychologie de l’Education, 1996, 1, 99-124.
- Postal V., Déro M., Lieury A.,. - Temps de décision pour les noms propres et noms communs en mémoire encyclopédique : normes de fréquence pour 221 catégories. Le Langage et L'homme, 1996, 31, 137-173..
- Van Acker P., Vrignaud P., Lieury A. : Mémoire de travail, Mémoire encyclopédique et performance scolaire en 3e. L’Orientation scolaire et professionnelle, 1997, 26, n°4, 571-596.
- Lieury A., Le Magourou K., Louboutin, V. Fenouillet F. - Trop c’est trop ! De la résignation apprise à la rébellion en situation de difficulté intolérable. Psychologie & Psychométrie, 1997.
- Postal V., & Lieury A. (1998)- Organisation de la mémoire encyclopédique : étendue et spécificité, implication dans la réussite scolaire, Revue européenne de psychologie appliquée, 48,2, 113-126.
- Lorant-Royer S. & Lieury A. – Quelle mémoire mesurent les tests visuo-spatiaux ? Psychologie & Psychométrie, 2003, 24, 5-33..
- Lorant-Royer S. & Lieury A. – La mémoire visuospatiale est-elle en 3D ? Bulletin de Psychologie, 2003, 3, 357-365.
- Lorant-Royer S, Spiess V., Goncalvez J., Lieury A. – Programmes d’entraînement cérébral et performances cognitives : efficacité, motivation…ou marketing ? De la Gym-Cerveau au programme du Dr Kawashima… Bulletin de Psychologie, 2008, 61, 6/98, 531-549.
- Lorant-Royer S., Munch C., Mesclé H., Lieury A. - Kawashima vs “Super Mario”! Should a game be serious in order to stimulate cognitive aptitudes? European Review of Applied Psychology, 2010 oct.

### Ouvrages
- La mémoire, du cerveau à l'école, Flammarion, coll. « Dominos », 1993
- avec Fabien Fenouillet : Motivation et réussite scolaire, Dunod, 1996
- La psychologie est-elle une science ?, Flammarion, coll. « Dominos », 1997
- Mémoire et réussite scolaire, Dunod, 3e édition, 1997
- Psychologie de la Mémoire : Histoire, Théories, Expériences, Dunod, 2005
- Mais où est donc …ma mémoire, Dunod, 2005
- 100 petites expériences de psychologie, Dunod, 2007
- Psychologie cognitive : collection Les Manuels Visuels, Paris, Dunod, 2008
- Psychologie pour l’Enseignant (& coll.) : collection Les Manuels Visuels, Paris, Dunod, 2010.
- Doper son Cerveau : Réalité ou Intox (2e édition de Stimuler ses neurones), Dunod, 2010
- La Réussite scolaire expliquée aux parents, Dunod, 2010
- Une Mémoire d'Eléphant : Vrais trucs et Fausses astuces, Dunod, 2011
- Le Livre de la mémoire, Dunod, 2013

Une trentaine de traductions en une dizaine de langues (allemand, arabe, brésilien, espagnol, italien, polonais, portugais, roumain, argentine, grec, néerlandais).

### Ouvrages de vulgarisation scientifique
Une cinquantaine d’articles de vulgarisation, dont :
- Science et Vie Junior « La mémoire n’est pas la science des imbéciles » Dossier hors-série avril 1998.
- Science et Vie Junior : conseiller pour le Dossier hors-série avril 1998.
- Science et Vie : conseiller pour le Dossier « mémoire » septembre 2003
- Cerveau&Psycho : Lecture : méthode globale ou syllabique, laquelle recommander aujourd'hui ? - N° 33 - Mai - Juin 2009
- Cerveau&Psycho : (Sonia Lorant & Alain Lieury) : L’entraînement cérébral : une imposture intellectuelle, Janv/fév 2008.
- Cerveau&Psycho : Une vision erronée de la mémoire, Janv/Fev 2008.
- Enfance (Le Journal des professionnels de l’enfance) : Nos enfants ont-ils une mémoire visuelle ? De la lecture au multimedia.…Mars/avril 2010.

### Interviews et participation à des émissions de radio et télévision
- L'Express, Dossier mémoire, Nov. 1987
- Émission télévisée sur la Mémoire « Diagnostic » de François de Closets et Martine Allain-Regnault sur France 2, le 16/11/92
- Émission télévisée sur la Mémoire « La Marche du Siècle » de Jean-Marie Cavada, le 26/05/93 sur France 3.
- Émission télévisée « Comme un lundi » TF1 : « Les enfants prodiges font-ils rêver ? » de Christophe Dechavanne, 13/05/96.
- Émission radio « La Motivation » sur Europe 1, émission de Yves Calvi, 24/06/97
- Émission radio « La Psychologie est-elle une science » sur Europe 1, émission de Yves Calvi, 11/09/97
- Émission télévisée, La mémoire : « Tout va bien » de Jérôme Bonaldi Canal+" 16/04/98.
- Émission radio « La Mémoire de l’élève » sur Europe 1, émission de Yves Calvi, 21/09/98
- Émission télévisée, Les troubles de la mémoire : « Cà se discute » de J.L. Delarue France 2 23/09/98.
- L'Express, Dossier « Le procès des manuels scolaires », (interview) 12/11/98.
- Émission radio « La Mémoire des visages » sur Europe 1, émission de Christophe Dechavanne, 26/01/99
- Émission radio « L’intelligence de l’enfant » sur Europe 1, émission de Yves Calvi, 26/10/99
- Émission radio « La mémoire » sur Europe 1, émission de Jacques Pradel, 2005
- Émission radio « 100 petites expériences de psychologie » sur Europe 1, émission de Jacques Pradel, 06/02/2007
- Émission radio « 100 petites expériences de psychologie » sur RTL « Les grosses têtes », émission de Philippe Bouvard, 24/04/2007
- Interviews internationales diverses autour de l’article sur Kawashima sur Nintendo DS (cf. Web « lieury kawashima) Janvier 2008; The Times, Nouvel Observateur, Washington Post, The Guardian, Globe and Mail, O1.Net…
- Émission radio « Stimuler Ses Neurones » sur France Inter, Mathieu Vidar, janv.2008.
- Émission télévisée E=M6 : la mémoire de l’enfant ; conseiller et interview, 20/09/09.
- Émission télévisée Matière grise RTBF ; Eleanore Duplay ; conseiller et interview, 09/09.
- Émission télévisée « Envoyé Spécial » Guillaume Barthelemy pour France 2 ; conseiller et interview, 12/11/09.
- Émission télévisée 100 % Mag M6 : entraîner son cerveau ; conseiller et interview, janvier 2010.
- Émission télévisée C dans l’air ; Yves Calvi, France 5: Un bon cerveau pour bien vieillir, fév. 2010.
- Interview sur letudiant.fr, Sophie de Tarlé : "Apprendre par cœur n'est pas bête", octobre 2013.

## Distinctions
Palmes académiques, chevalier (1988), officier (1994), commandeur (2006)